# Дженолан (пещера)
Дженолан — карстовая пещерная система.
Пещеры Дженолан расположены в пределах Великого Национального парка Голубые горы, который входит в список Всемирного наследия ЮНЕСКО. Они находятся примерно в 175 километрах к западу от Сиднея. Их возраст составляет около 340 миллионов лет и они являются самой старой известной открытой системой пещер в мире.

## История

### Образование пещер[1]
Известняк, который является основой пещер, был образован из огромного числа морских организмов – морских ракушек, кораллов и других. Их раковины состоят из кальцита и по мере распада этих организмов на дне мелкого моря образовались глубокие слои известковых, богатых кальцитом отложений. Со временем и под огромным давлением эта морская отмель превратилась в известняк - осадочную породу.
Возраст известняка составляет около 430 миллионов лет. Его исследование указывает на то, что он происходит из прибрежного рифа, где волны разрушили множество раковин и кораллов.
Однако в некоторых частях пещер можно увидеть и хорошо сохранившиеся окаменелости такие как брахиоподы, гастроподы, наутилиды, похожие на губки строматопороиды и другие.
В Каменноугольный период (сокр. Карбон), несколько эпизодов поднятия горных пород привели к наклону известняка, и в этот момент в него начала проникать слегка кислотная речная вода и грунтовые воды, растворяя породу и образуя полости и проходы, которые мы можем исследовать сегодня.
Эти сети туннелей и пещер протекают вдоль подземного участка реки Дженолан которая была образована приблизительно 200 миллионов лет назад.

### Культура коренных народов
На протяжении десятков тысяч лет территория Дженолан была частью культуры местных коренных жителей. Это красивое и загадочное место имеет особое значение для народа Гандангарра (The Gundungurra People), который называл его 'Binomil' (часто упоминается как “Binoomea”) что означает отверстие в пещере (часто можно встретить перевод "темные отверстия в пещере", "темные места").
Джеремия Уилсон, который был назначен первым смотрителем пещер Дженолана в 1867 году, в 1896 году дал интервью где заявил, что несмотря на все свои усилия, он не смог выяснить как коренные народы называли пещеры. Он верил, что они не были внутри пещер тк не смог убедить их войти в них. 
Это было опровергнуто Билли Линчем, старейшиной народа Гандангарра, который не только предоставил название - Binomil, но также заявил:

Mr Jerry Wilson is wrong in thinking the natives did not know or enter
the Jenolan Caves. They penetrated them as far as the subterranean
water, carrying in sick people to be bathed in this water, which they
believed to have great curative powers.
Мистер Джерри Уилсон ошибается, думая, что коренные жители не знали о или не были в пещерах Дженолан. Они проникали в них до уровня подземной воды, неся больных людей для купания в этой воде, которой они приписывали великую целебную силу.— Jim Smith, Indigenous and Minority Placenames: Australian and International Perspectives

### Открытие европейцами
Первое официально задокументированное открытие пещеры связано с именем местного пастуха Джеймса Уэйлана. Однако, он не был первым европейцем, обнаружившим пещеры. Эта честь принадлежит Джеймсу Маккиону, бывшему заключенному, который, как говорят, скрывался в долине. Согласно источникам, Маккион украл лошадей и некоторое имущество у Джеймса Уэйлана, и именно в процессе его поисков Уэйлан обнаружил пещеры и сообщил об этом властям..

### Сохранение Пещер[5]
В 1866 году пещеры перешли в государственное управление, а в 1867 году назначен смотритель - Джеремия Уилсон. В то время пещеры были известны как Бинда или Фиш Ривер.  Название Дженолан, что означает "высокая гора" на языке местных племен, было принято только в 1884 году.
В эти ранние годы был наплыв туристов и многие посетители ломали образования, чтобы взять с собой сувениры из пещер. Нанесенный ущерб можно увидеть, например, в пещерах "Элдер" и "Лукас".
Эта практика стала незаконной только в 1872 году в значительной степени благодаря усилиям Джона Лукаса, местного члена парламента. В честь него названа пещера Лукас в знак признания его роли в сохранении этой хрупкой системы.

### Включение в список объектов культурного наследия[6]
В 1989 году было создано Дженоланское пещерное доверие (Jenolan Caves Trust) для управления пещерными заповедниками Дженолана, Уомбеяна и Аберкромби. В 1996 году к этому списку был добавлен Боренор.
В ноябре 2000 года эта область была включена в Зону Синих Гор (Greater Blue Mountains Area) в списке объектов всемирного наследия ЮНЕСКО.
Количество посетителей достигло пика в этот период и составляло около 250 000 человек, затем начало снижаться.
В XX веке число посетителей продолжало расти, и пещеры стали одной из главных туристических достопримечательностей Нового Южного Уэльса.
В связи с этим были внесены изменения в доступы к некоторым пещерам, хотя в регионе все ещё существует много пещер, оставшихся относительно нетронутыми туризмом.
С момента, как Джеймс Уэйлан обнаружил пещеры между 1838 и 1841 годами, регион посетило более трех миллионов человек.
Этот регион также содержит несколько важных промышленных памятников, включая первую гидроэлектростанцию Австралии и остатки первой электрической подсветки пещер, установленной в пещере Чифли в 1887 году.